# Kabinett Ruijs de Beerenbrouck III

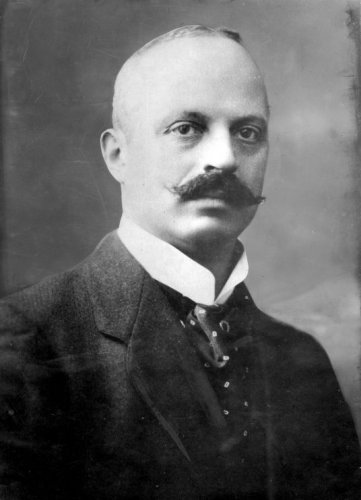
Ministerpräsident Charles Ruijs de Beerenbrouck.

Das Kabinett Ruijs de Beerenbrouck III war die Regierung der Niederlande von 1929 bis 1933 unter Ministerpräsident Charles Ruijs de Beerenbrouck, der bereits von 1918 bis 1925 Ministerpräsident war. Das Kabinett löste das Kabinett De Geer I ab und bestand aus Ministern der Römisch-Katholischen Staatspartei RKSP (Roomsch-Katholieke Staatspartij), der Anti-Revolutionären Partei ARP (Anti-Revolutionaire Partij) und der Christlich-Historischen Union CHU (Christelijk-Historische Unie). Es war aber kein parlamentarisches Koalitionskabinett (Parlementair kabinet), da sich die Parteien nicht über ein Bekenntnis zu einem Programm einigen konnten. Es wurde daher beschlossen, ein außerparlamentarisches Kabinett (Extraparlementair kabinet) ohne direkte Verbindung zu den Fraktionen des Parlaments, der Generalstaaten, zu bilden. In dieser Kabinettsperiode brach nach dem Börsencrash im Oktober 1929 eine Weltwirtschaftskrise aus. Auch die Niederlande musste sich weitgehend damit auseinandersetzen. Das Kabinett war gezwungen, eine strenge Sparpolitik umzusetzen und alle möglichen Krisenmaßnahmen zu ergreifen. Die Krise führte zu wachsender Unruhe in der Gesellschaft und dem Aufstieg extremistischer Parteien.
Das Kabinett wurde nach der Parlamentswahl vom 3. Juli 1929 gebildet und trat sein Amt am 10. August 1929 an. Am 15. Februar 1933 löste das Kabinett die  Zweite Kammer der Generalstaaten auf und berief vorgezogene Neuwahlen ein. Grund dafür war die mangelnde Kooperationsbereitschaft der Zweiten Kammer bei Haushaltskürzungen im Justizwesen vor den Wahlen. Ein Antrag von Gerard Adolf Boon von der Liberalen Staatspartei (Liberale Staatspartij) lehnte den Vorschlag von Justizminister Jan Donner zur Reduzierung der Zahl der Unterbezirksgerichte und Gerichte ab und setzte die Debatte aus. Nur RKSP und ARP stimmten am 9. Februar gegen den Boon-Antrag. Am Wahltag, dem 26. April 1933, endete die Amtszeit und am 26. Mai 1933 trat das Kabinett Colijn II sein Amt an.

## Bildung des Kabinetts

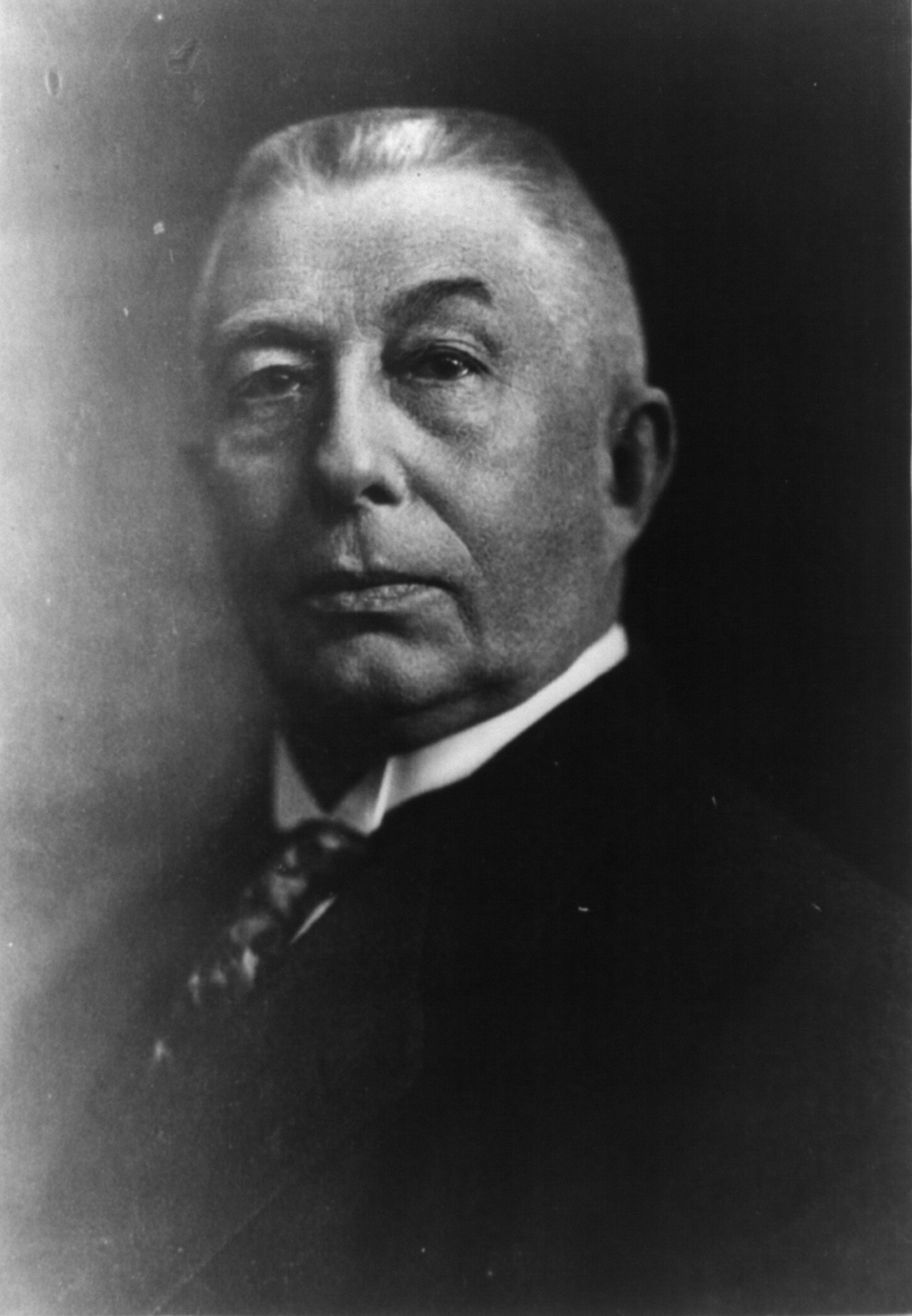
Hendrikus Colijn.

Obwohl Hendrikus Colijn von der Ersten Kammer in die Zweite Kammer zurückkehrte, wechselte er noch nicht ins Kabinett. Der katholische Vorsitzende der Zweiten Kammer Ruijs de Beerenbrouck wurde zum „Formateur“ ernannt. Er drängte auf die Wiederherstellung der rechten Koalition aus RKSP, ARP und CHU. Ein von ihm ausgearbeitetes Regierungsprogramm stieß jedoch auf die mangelnde Bereitschaft der CHU, sich darauf einzulassen. Die CHU entschied sich für eine lockerere Bindung zwischen Kabinett und Parlament. Ruijs war daraufhin gezwungen, auf ein außerparlamentarisches Kabinett zu drängen. Grundlage dieses Kabinetts war der zuvor geschlossene Koalitionsvertrag, dessen Minister fast alle aus den drei christlichen Parteien stammten. Der CHU-Vorsitzende Dirk Jan de Geer behielt das Finanzministerium. Der Kandidat für das Amt als Minister für Unterricht, Kunst und Wissenschaften, Professor Rob Woltjer, zögerte etwas zu lange. Nachdem es dem „Formateur“ nicht möglich war, einen anderen Professor, Pieter Sjoerds Gerbrandy, telefonisch zu erreichen, beschloss er, seinen dritten Kandidaten, Jan Terpstra, zu fragen.

## Politik und Gesetzgebung

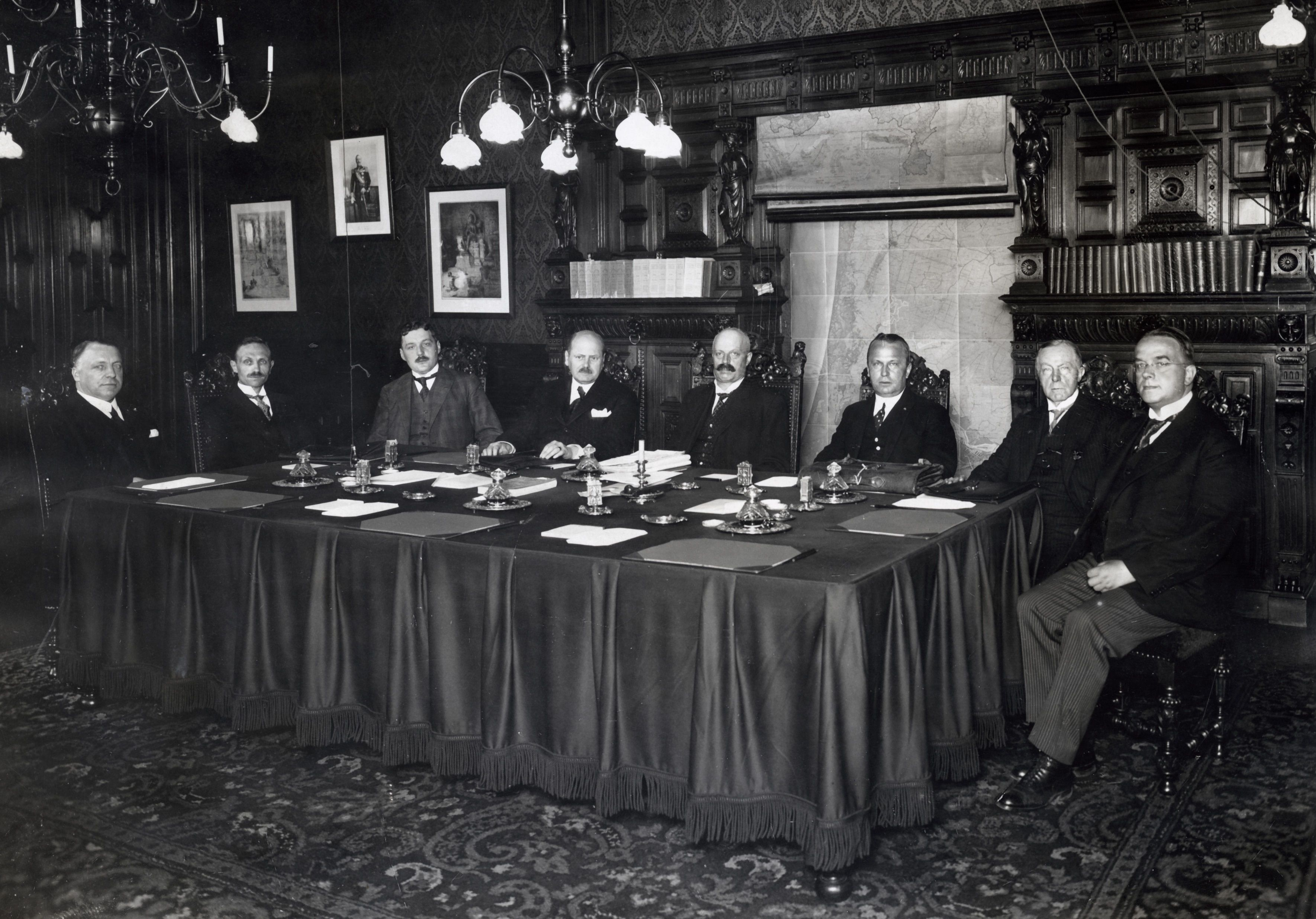
Ministerpräsident Ruijs de Beerenbrouck (5.v.l.) und die anderen Mitglieder seines dritten Kabinetts (1929).

Das Kabinett sah sich mit der 1929 ausbrechenden Weltwirtschaftskrise konfrontiert und ergriff daraufhin eine Vielzahl von Krisenmaßnahmen (Krisen-Weizengesetz, Krisen-Milchgesetz, Krisen-Mietgesetz, Erhöhung der Einfuhrzölle, Quote für ausländische Produkte). Ziel der Krisenmaßnahmen war es, die Landwirte zu unterstützen und den niederländischen Markt vor der Einfuhr billigerer ausländischer Produkte zu schützen. 1930 wurde das von der Vorgängerregierung vom Minister für Arbeit, Handel und Industrie Jan Rudolph Slotemaker de Bruine geänderte Krankengeldgesetz (Ziektewet) von 1913 eingeführt. Das Gesetz erstreckte sich nur auf Angestellte, wobei die Umsetzung den Unternehmensverbänden und nicht den Arbeitsräten überlassen wurde. Im Oktober 1931 werteten das Vereinigte Königreich und das Japanische Kaiserreich ihre Währungen ab, was sich zusätzlich auf die Handelsposition der Niederlande auswirkte. 1932 schlug eine von der Regierung eingesetzte Sparkommission unter dem Vorsitz von Charles Welter drastische Kürzungen unter anderem bei den Beamtengehältern und der Bildung vor. Der Minister für Wasserwirtschaft Paul Reymer erließ 1931 die Rundfunkzeitverordnung, mit der die Rundfunkzeit unter den Rundfunkveranstaltern aufgeteilt wurde. Die vier großen Sender AVRO, KRO, NCRV und VARA erhielten alle die gleiche Sendezeit, obwohl die AVRO viel mehr Mitglieder hatte. Im Februar 1933 beschloss die Regierung, den Kreuzer „De Zeven Provinciën“ im Indischen Ozean zu bombardieren, nachdem an Bord aufgrund einer Kürzung der Gehälter des Marinepersonals eine Meuterei ausgebrochen war. Bei dem Bombenanschlag kamen 18 Seeleute ums Leben. Am 22. Mai 1933 wurde Beamten die Mitgliedschaft in Vereinigungen mit revolutionärer Ausrichtung untersagt. Welche Verbände genau beteiligt waren, werde später geklärt. Auch in Heer und Marine waren linke Zeitungen verboten und durften dort nicht gelesen werden.
Die wichtigsten Gesetze waren:
- Beamtengesetz 1929 (Ambtenarenwet)

Mit diesem Gesetz wurde eine eigene Gerichtsbarkeit für Streitigkeiten zwischen Beamten und der Regierung eingeführt. Es wurden Gerichte für den öffentlichen Dienst und ein zentrales Berufungsgremium eingerichtet.
- Straßengesetz 1930 (Wegenwet)

Dieses Gesetz enthält unter anderem Regelungen zur Instandhaltung öffentlicher Straßen und Brücken sowie zur Erhebung von Mautgebühren auf Brücken.
- Ladenschlussgesetz 1930 (Winkelsluitingswet)

Dieses Gesetz führte unter anderem eine obligatorische Sonntagsschließung für die meisten Geschäfte ein. Zu den Ausnahmen zählten Apotheker, Tankstellen, Fahrradwerkstätten, aber auch Geschäfte, die verderbliche Waren wie Gebäck, Milch, Fisch oder Obst verkaufen. Den städtischen Behörden wurde die Befugnis übertragen, aufgrund besonderer Umstände abweichende Regelungen für die Sonntagsöffnung zu treffen. Geschäfte im Besitz von Juden, die am Schabbat geschlossen waren, durften sonntags ab 14 Uhr öffnen.
- Änderung des Gemeindegesetzes 1931 (Wijziging van de Gemeentewet)

Durch eine Änderung des Kommunalgesetzes wurden gemeinsame Vereinbarungen mehrerer Gemeinden möglich. Die Ämter des Bürgermeisters und des Gemeindesekretärs wurden für Frauen geöffnet, Geistliche durften Ratsmitglieder werden und die Abberufung von Ratsmitgliedern bei Unruhen wurde möglich. Gemeinden mit weniger als 5.000 Einwohnern konnten die Kommunalpolizei durch eine Landespolizei ersetzen.

## Mitglieder des Kabinetts und Regierungsumbildungen

### Mitglieder des Kabinetts
Dem Kabinett gehörten folgende Personen an:
| Amt                                               | Amtsinhaber                                                                | Partei                               | Beginn der Amtszeit            | Ende der Amtszeit           |
| ------------------------------------------------- | -------------------------------------------------------------------------- | ------------------------------------ | ------------------------------ | --------------------------- |
| Ministerpräsident                                 | Charles Ruijs de Beerenbrouck                                              | RKSP                                 | 10. August 1929                | 26. Mai 1933                |
| Außenminister                                     | Frans Beelaerts van Blokland Charles Ruijs de Beerenbrouck (kommissarisch) | CHU RKSP                             | 10. August 1929 20. April 1933 | 20. April 1933 26. Mai 1933 |
| Justizminister                                    | Jan Donner                                                                 | ARP                                  | 10. August 1929                | 26. Mai 1933                |
| Innenminister                                     | Charles Ruijs de Beerenbrouck                                              | RKSP                                 | 10. August 1929                | 26. Mai 1933                |
| Landwirtschaftsminister                           | Charles Ruijs de Beerenbrouck                                              | RKSP                                 | 10. August 1929                | 1. Mai 1932                 |
| Minister für Unterricht, Kunst und Wissenschaften | Jan Terpstra                                                               | ARP                                  | 10. August 1929                | 26. Mai 1933                |
| Finanzminister                                    | Dirk Jan de Geer                                                           | CHU                                  | 10. August 1929                | 26. Mai 1933                |
| Verteidigungsminister                             | Laurentius Nicolaas Deckers                                                | RKSP                                 | 10. August 1929                | 26. Mai 1933                |
| Minister für Arbeit, Handel und Industrie         | Timotheus Josephus Verschuur                                               | RKSP                                 | 10. August 1929                | 1. Mai 1932                 |
| Minister für Wirtschaft und Arbeit                | Timotheus Josephus Verschuur                                               | RKSP                                 | 1. Mai 1932                    | 26. Mai 1933                |
| Minister für Wasserwirtschaft                     | Paul Reymer                                                                | RKSP                                 | 10. August 1929                | 26. Mai 1933                |
| Kolonialminister                                  | Simon de Graaff                                                            | Parteiloser konservativer Protestant | 10. August 1929                | 26. Mai 1933                |

### Regierungsumbildungen
Kurz vor Ende der Amtszeit des Kabinetts wurde Außenminister Beelaerts van Blokland zum Vizepräsidenten des Staatsrates (Raad van State) ernannt, nachdem Finanzminister De Geer dieses Amt abgelehnt hatte. Premierminister Ruijs de Beerenbrouck übernahm für vier Monate das Außenministerium. 1932 wurde das Ministerium für Inneres und Landwirtschaft aufgeteilt und die Landwirtschaft als Abteilung in das Ministerium für Arbeit, Handel und Industrie überführt, woraufhin dieses Ministerium in Ministerium für Wirtschaftliche Angelegenheiten und Arbeit umbenannt wurde. Gleichzeitig wurde die Zuständigkeit für öffentliche Gesundheit vom Ministerium für Arbeit, Handel und Industrie auf das Innenministerium verlagert.